# Réseau routier de Maine-et-Loire
Cet article présente l'histoire, les caractéristiques et les événements significatifs ayant marqué le réseau routier du département de Maine-et-Loire en France.
Au 31 décembre 2017, la longueur totale du réseau routier du département de Maine-et-Loire est de 16 616 kilomètres, se répartissant en 194 kilomètres d'autoroutes, 47 kilomètres de routes nationales, 4 855 kilomètres de routes départementales et 11 520 kilomètres de voies communales. 

## Histoire

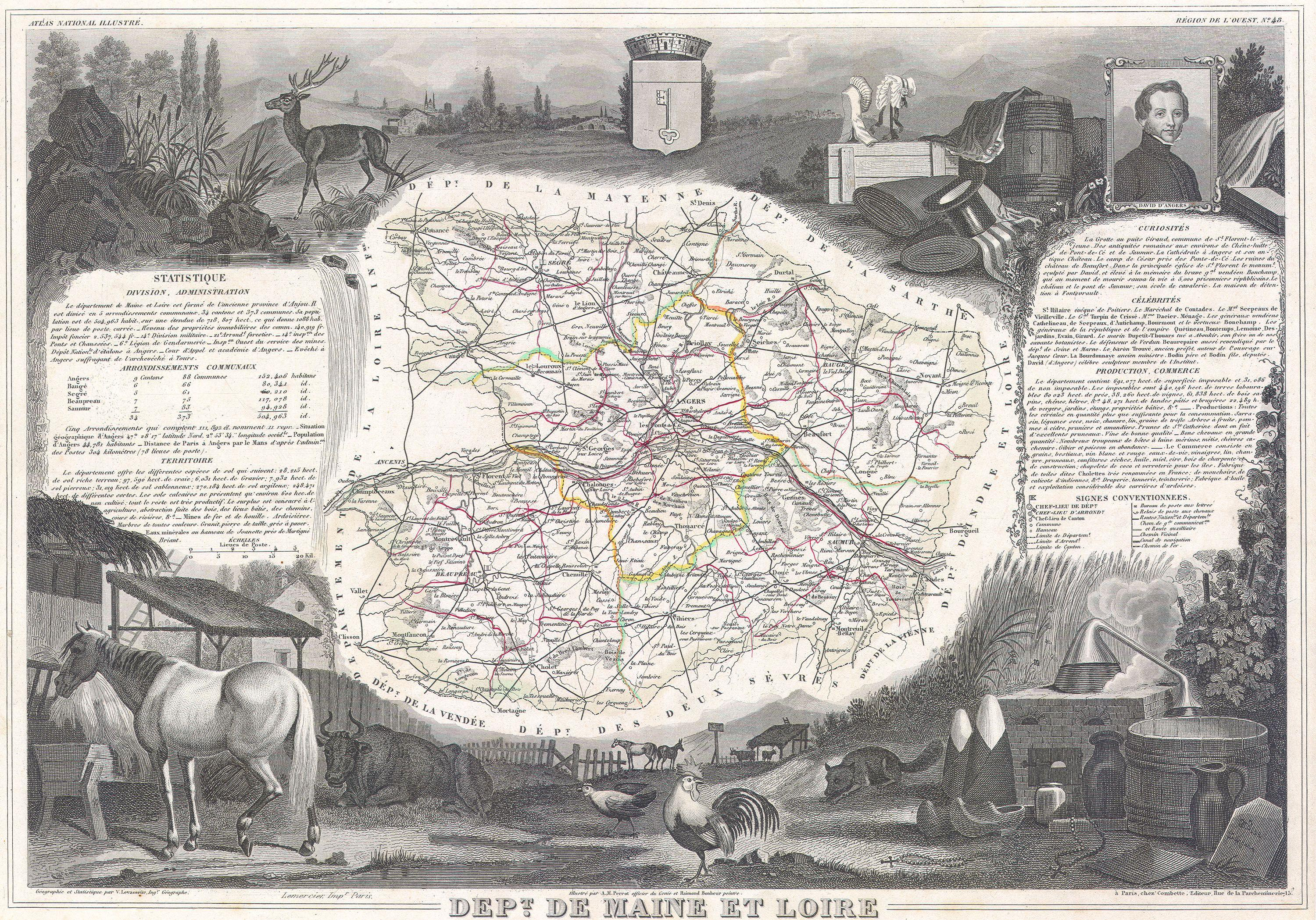
Carte Levasseur du département de Maine-et-Loire (1847)

### XVIIIesiècle
De 1750 à 1784, l’ensemble du réseau routier est pour la première fois cartographié à grande échelle (au 86400e) et de manière complète par Cassini de Thury, à la demande de Louis XV. Ces cartes sont d’une grande richesse toponymique, mais d’une grande pauvreté quant à la figuration du relief et de l’altimétrie. De même les chemins secondaires sont rarement représentés, du fait d’une part de leur état médiocre, d’autre part de leur faible importance économique.
Le département a été créé à la Révolution française, le 4 mars 1790 en application de la loi du 22 décembre 1789, et correspond à la majeure partie de la province d'Anjou. Il s'appelait initialement Mayenne-et-Loire et devint Maine-et-Loire le 12 décembre 1791. 

### XIXesiècle
L’Atlas national illustré réalisé par Victor Levasseur est un précieux témoignage du XIXe siècle, les cartes coloriées à la main sont entourées de gravures indiquant statistiques, notes historiques et illustrations caractéristiques des départements. Sur ces cartes sont représentées les routes, voies ferrées et voies d'eau. Par ailleurs, les départements sont divisés en arrondissements, cantons et communes.

### XXesiècle

#### Réforme de 1930
Devant l'état très dégradé du réseau routier au lendemain de la Première Guerre mondiale et l'explosion de l'industrie automobile, l'État, constatant l'incapacité des collectivités territoriales à remettre en état le réseau routier pour répondre aux attentes des usagers, décide d'en prendre en charge une partie. L'article 146 de la loi de finances du 16 avril 1930 prévoit ainsi le classement d'une longueur de l'ordre de 40 000 kilomètres de routes départementales dans le domaine public routier national.
En ce qui concerne le département de Maine-et-Loire, ce classement devient effectif à la suite du décret du 12 décembre 1930.

#### Réforme de 1972
En 1972, un mouvement inverse est décidé par l'État. La loi de finances du 29 décembre 1971 prévoit le transfert dans la voirie départementale de près de 53 000 kilomètres de routes nationales. Le but poursuivi est :
- d'obtenir une meilleure responsabilité entre l'État et les collectivités locales en fonction de l'intérêt économique des différents réseaux,
- de permettre à l'État de concentrer ses efforts sur les principales liaisons d'intérêt national,
- d'accroître les responsabilités des assemblées départementales dans le sens de la décentralisation souhaitée par le gouvernement,
- d'assurer une meilleure gestion et une meilleure programmation de l'ensemble des voies.

Le transfert s'est opéré par vagues et par l'intermédiaire de plusieurs décrets publiés au Journal officiel. Après concertation, la très grande majorité des départements a accepté le transfert qui s'est opéré dès 1972. En ce qui concerne le département de Maine-et-Loire, le transfert est acté avec un arrêté interministériel publié au journal officiel le 31 décembre 1972.

### XXIesiècle

#### Réforme de 2005
Une nouvelle vague de transferts de routes nationales vers les départements intervient avec la loi du 13 août 2004 relative aux libertés et responsabilités locales, un des actes législatifs entrant dans le cadre des actes II de la décentralisation où un grand nombre de compétences de l'État ont été transférées aux collectivités locales. Dans le domaine des transports, certaines parties des routes nationales sont transférées aux départements et, pour une infime partie, aux communes (les routes n'assurant des liaisons d'intérêt départemental). 
Le décret en Conseil d’État définissant le domaine routier national prévoit ainsi que l’État conserve la propriété de 8 000 kilomètres d’autoroutes concédées et de 11 800 kilomètres de routes nationales et autoroutes non concédées et qu'il cède aux départements un réseau de 18 000 kilomètres. 
Dans le département de Maine-et-Loire, le transfert est décidé par arrêté préfectoral signé le 17 décembre 2006. 274 kilomètres de routes nationales sont déclassées. La longueur du réseau routier national dans le département passe ainsi de 315 kilomètres en 2004 à 72 en 2006 pendant que celle du réseau départemental s'accroît de 4 631 à 4 967 kilomètres. 

## Caractéristiques
Sur le réseau de routes départemental la distance parcourue est estimée à 12 millions de kilomètres parcourus.

### Consistance du réseau
Le réseau routier comprend cinq catégories de voies : les autoroutes et routes nationales appartenant au domaine public routier national et gérées par l'État, les routes départementales appartenant au domaine public routier départemental et gérées par le Conseil général de Maine-et-Loire et les voies communales et chemins ruraux appartenant respectivement aux domaines public et privé des communes et gérées par les municipalités. Le linéaire de routes par catégories peut évoluer avec la création de routes nouvelles ou par transferts de domanialité entre catégories par classement ou déclassement, lorsque les fonctionnalités de la route ne correspondent plus à celle attendues d'une route de la catégorie dans laquelle elle est classée. Ces transferts peuvent aussi résulter d'une démarche globale de transfert de compétences d'une collectivité vers une autre.
Au 31 décembre 2011, la longueur totale du réseau routier du département de Maine-et-Loire est de 15 694 kilomètres, se répartissant en 194 kilomètres d'autoroutes, 48 kilomètres de routes nationales, 4 878 kilomètres de routes départementales et 10 574 kilomètres de voies communales. 
Il occupe ainsi le 18e rang au niveau national sur les 96 départements métropolitains quant à sa longueur et le 32e quant à sa densité avec 2,2 kilomètres par km2 de territoire.
Trois grandes réformes ont contribué à faire évoluer notablement cette répartition : 1930, 1972 et 2005.
L'évolution du réseau routier entre 2002 et 2017 est présentée dans le tableau ci-après.
|                        | 2002   | 2003   | 2004   | 2005   | 2006   | 2007   | 2008   | 2009   | 2010   | 2011   | 2012   | 2013   | 2014   | 2015   | 2016   | 2017   |
| ---------------------- | ------ | ------ | ------ | ------ | ------ | ------ | ------ | ------ | ------ | ------ | ------ | ------ | ------ | ------ | ------ | ------ |
| Autoroutes             | 163    | 167    | 168    | 167    | 167    | 182    | 194    | 193    | 193    | 194    | 194    | 194    | 194    | 194    | 194    | 194    |
| Routes nationales      | 315    | 315    | 315    | 88     | 72     | 41     | 41     | 47     | 48     | 48     | 47     | 47     | 47     | 47     | 47     | 47     |
| Routes départementales | 4 631  | 4 631  | 4 631  | 4 633  | 4 967  | 4 933  | 4 949  | 4 949  | 4 889  | 4 878  | 4 858  | 4 859  | 4 862  | 4 857  | 4 858  | 4 855  |
| Voies communales       | 9 584  | 9 591  | 9 624  | 9 656  | 9 659  | 9 957  | 9 957  | 10 329 | 10 574 | 10 574 | 11 072 | 11 240 | 11 240 | 11 396 | 11 556 | 11 520 |
| TOTAL                  | 14 693 | 14 704 | 14 738 | 14 544 | 14 865 | 15 113 | 15 141 | 15 518 | 15 704 | 15 694 | 16 171 | 16 340 | 16 343 | 16 494 | 16 655 | 16 616 |

### Autoroutes
A11 (Paris ↔ Le Mans ↔ Angers ↔ Nantes)
L'A 11 traverse le Maine-et-Loire sur une distance de 80 km, elle dessert le département grâce à 11 sorties, de plus trois aires de repos sont situées tout au long du tronçon (dont le Parc végétal Terra Botanica). Depuis 2008, elle contourne Angers par le nord.

A85 (Angers ↔ Saumur ↔ Tours ↔ Vierzon)
L'A 85 traverse le Maine-et-Loire sur une distance de 50 km, elle dessert le département grâce à 3 sorties, de plus une aire de repos est située le long du tronçon.

A87 (Angers ↔ Cholet ↔ La Roche-sur-Yon)
L'A 87 traverse le Maine-et-Loire sur une distance de 75 km, elle dessert le département grâce à 15 sorties.

### Routes nationales
N 162 (Le Lion-d'Angers ↔ Laval)
La route nationale 162 traverse le Maine-et-Loire sur une distance de 13 km.
N 249 (Nantes ↔ Bressuire)
La route nationale 249 traverse le sud de Maine-et-Loire sur une distance de 35 km entre Tillières et La Tessoualle. Elle fait partie intégrante de l'axe routier reliant Nantes à Limoges en passant par Cholet et Poitiers. La section en Maine-et-Loire est à 2x2 voies à l'exception de 3 km au sud de Cholet dont les travaux d'élargissements sont prévus ainsi que la création d'échangeurs dénivelés afin de pailler aux problèmes récurrents de circulation dans ce secteur due à ce rétrécissement.

### Routes départementales principales
D 775 (Angers ↔ Segré ↔ Rennes) : 
La route départementale 775 traverse le nord-ouest du Maine-et-Loire sur une distance de 66 km, elle dessert les communes de Le Lion-d'Angers, Segré et Pouancé. Elle est en 2x2 voies sur la majorité de son parcours.

D 761 (Angers ↔ Doué-la-Fontaine ↔ Poitiers) : 
La route départementale 761 traverse le sud-est du Maine-et-Loire sur une distance de 38 km, elle dessert les communes de Doué-la-Fontaine et Montreuil-Bellay. Elle est en 2x2 voies sur la majorité du parcours d'Angers à Doué-la-Fontaine.

D 160 (Angers ↔ Chemillé ↔ Cholet) : 
La route départementale 160 (ex-RN160) traverse le sud-ouest du Maine-et-Loire sur une distance de 75 km, elle dessert les communes de Chemillé et Cholet. Parallèle à l'A87, elle dessert les mêmes villes.

D 347 (Angers ↔ Longué-Jumelles ↔ Saumur ↔ Montreuil-Bellay) : 
La route départementale 347 (ex-RN147) traverse l'est du Maine-et-Loire sur une distance de 80 km, elle dessert les communes de Longué-Jumelles, Saumur et Montreuil-Bellay. Elle est parallèle à l'A85 d'Angers à Saumur avant de rejoindre la route départementale 761 en direction de Poitiers. Son doublement est prévu à l'horizon 2020 de la sortie no 3 de l'A85 jusqu'à Montreuil-Bellay, incluant la rocade de Saumur.

D 323 D 723 (Le Mans ↔ Angers ↔ Nantes) : 
Les routes départementales 323 et 723 (ex-RN23) traverse le Maine-et-Loire du nord-est à l'ouest sur une distance de 70 km. Parallèle à l'A11, elle dessert les mêmes villes. En 2006, la RN23 a été déclassée en RD723 vers Nantes et RD323 vers Le Mans.

D 960 (Cholet ↔ Doué-la-Fontaine ↔ Saumur) : 
La route départementale 960 traverse le sud du Maine-et-Loire sur une distance de 64 km reliant la deuxième et la troisième agglomération du département. Elle est progressivement aménagée en 2x2 voies, son achèvement est prévu pour 2020.

D 752 (Cholet ↔ Beaupréau ↔ Ancenis) : 
La route départementale 752 traverse le sud-ouest du Maine-et-Loire sur une distance de 41 km reliant Cholet à Ancenis en Loire-Atlantique. La partie Cholet ↔ Beaupréau est intégralement en 2x2 voies depuis 2008 et un projet de 2x2 voies en site propre par Saint-Rémy-en-Mauges et Liré devrait se réaliser d'ici 2020.

## Réalisations ou événements récents
Cette section a pour objet de recenser les événements marquants concernant le domaine de la Route dans le département de Maine-et-Loire depuis 1990. Seront ainsi citées les déclarations d’utilité publique, les débuts de travaux et les mises en service. Seuls les ouvrages les plus importants soit par leur coût soit par leur impact (déviation de bourgs) seront pris en compte. De même il est souhaitable de ne pas recenser les projets qui n’ont pas encore fait l’objet d’une utilité publique.